# Гольцапфель, Эдуард
Эдуард Гольцапфель (нем. Eduard Holzapfel; 1853—1913) — немецкий геолог и палеонтолог.

## Биография
Родился  18 октября 1853 года в Штайнхайме в семье окружного судьи.
После окончания средней школы в Падерборне учился в Университете Марбурга у Вильгельма Дюнкера и Адольфа Кёнена. Здесь получил докторскую степень (Ph.D) в 1878 году. Затем работал учителем в средней школе в Дюрене.
В 1882 году Гольцапфель стал помощником Уго Ласпейреса в Рейнско-Вестфальском техническом университете Ахена, получив степень приват-доцента по геологии и палеонтологии в этом же году. В 1885 году Эдуард Хольцапфель получил звание профессора, и в 1894 году стал полным профессором геологии. В 1907 году он перешел работать в Страсбург в качестве профессора университета и преемника Эрнста Вильгельма Бенеке. 
Как палеонтолог, Хольцапфель имел дело главным образом с головоногими (аммонитами) девона, каменноугольного и мелового периодов, а также другими моллюсками. Также изучал область Аахена на предмет залежей там немецкого каменного угля, сотрудничал с бельгийскими геологами. В 1897 году он принял участие в Международном конгрессе геологов в Санкт-Петербурге, установив на нём связи Феодосием Николаевичем Чернышевым; их сотрудничество привело  в 1899 году к совместному трактату о головоногих моллюсках верхнего девона в районе реки Печоры.
Потеряв жену в результате несчастного случая и заболел после полевой поездки в 1912 году учёный умер от туберкулеза головного мозга 11 июня 1913 года в Страсбурге.
Посвятив себя первоначально военному делу, Эдуард Гольцапфель оставил карьеру офицера артиллерии, став учёным. Но оставался резервистом прусской армии в звании гауптмана.